# Sokolski dom u Zlataru
Sokolski dom je građevina u gradu Zlatar.

## Opis
Sokolski dom u Zlataru sagrađen je 1910. g. zahvaljujući donaciji dr. Jurja Žerjavića, marijabistričkog župnika. Prizemna je građevina tipa „zgrade s dvoranom“, pravokutne osnove zaključena dvostrešnim krovištem, s ulazom u središtu uže, zabatne strane. Pročelja s ikonografskom plastikom, sokolskim simbolima, koji se pojavljuju u medaljonu iznad ulaznog portala, nad rubnim prozorima, ugaonim pilastrima te freske na zidovima dvorane koje je izradio Bogumil Car 1914. g. daju ovom objektu dodatnu kiparsku i slikarsku vrijednost. Inspiriran idejom «zdravog duha u zdravom tijelu», primjer je svojevrsnog „Gesamtkunstwerk“-a u kojem se isprepliću elementi secesije i neoklasicizma.

## Zaštita
Pod oznakom Z-1784 zavedena je kao nepokretno kulturno dobro - pojedinačno, pravna statusa zaštićena kulturnog dobra, klasificirano kao "profana graditeljska baština".